# Václav Jiránek
Václav Jiránek (13. května 1905 Plzeň - 4. května 1978 Plzeň) byl český a československý politik Československé strany lidové a poúnorový poslanec Národního shromáždění ČSR a ČSSR a Sněmovny lidu Federálního shromáždění.

## Biografie
Pocházel z rodiny železničáře. V letech 1920-1923 se vyučil zámečníkem a pracoval na řadě míst v Plzni jako stavební zámečník. V období let 1934-1954 byl zaměstnancem plzeňské Škodovky. Od roku 1920 člen Všeodborového sdružení křesťanského dělnictva. Roku 1922 vstoupil do ČSL, v této straně patřil k její levici.
Po únorovém převratu v roce 1948 patřil k frakci tehdejší lidové strany loajální vůči Komunistické straně Československa, která ve straně převzala moc a proměnila ji spojence komunistického režimu.
Po volbách roku 1948 byl zvolen do Národního shromáždění za ČSL ve volebním kraji Plzeň. Mandát nabyl až dodatečně v květnu 1954 jako náhradník poté, co rezignoval poslanec Václav Bátěk. V parlamentu setrval jen krátce do konce funkčního období, tedy do voleb v roce 1954. Znovu byl zvolen za ČSL ve volbách v roce 1960 (nyní již jako lidovecký poslanec Národního shromáždění ČSSR za Západočeský kraj). Mandát získal i ve volbách v roce 1964 a v parlamentu setrval do roku 1968. Po federalizaci Československa usedl roku 1969 do Sněmovny lidu Federálního shromáždění za volební obvod Blovice, kde setrval do konce volebního období, tedy do voleb v roce 1971.
V letech 1945-1954 byl náměstkem předsedy MNV v Plzni. Roku 1954 byl zvolen krajským předsedou plzeňské ČSL. Po roce 1971 se již výrazněji neangažoval.